# Bandera de Picamoixons
La bandera oficial de Picamoixons té la següent descripció:
Bandera apaïsada, de proporcions dos d'alt per tres de llarg, blanca, amb el pi fruitat i arrencat verd fosc de l'escut, d'alçària 5/9 de la del drap i amplària 1/3 de la llargària del mateix drap, centrat en relació amb les vores superior i inferior i posat a 2/9 de la de l'asta; i amb els dos rocs negres del mateix escut, cadascun d'alçària 5/36 de la del drap i amplària 2/27 de la llargària del mateix drap, posats a 1/4 de la vora inferior, el primer a 2/27 de la vora de l'asta i el segon a 8/27 de la del vol.
Va ser aprovada el 13 de juliol de 2011 i publicada en el DOGC el 27 de juliol del mateix any dins el número 5929.